# Tokoroten
Tokoroten (ところてん, 心太 eller 瓊脂) er nudler, der laves af agar fra tang (seaweed) og spises koldt, i Japan først og fremmest i sommermånederne som en forfriskende snack. Som dressing benyttes sojasovs og mirin (sød) eller eddike (sur), og ofte garneres der med en dråbe karashi og forårsløg snittet i små stykker.
Tokoroten kan også benyttes som tilbehør til japanske desserter.
Tokoroten fås færdigpakket, men man kan også fremstille dem selv af et stykke agar med et specielt skæreapparat kaldet tokorotentsuki (ところてんつき).